# Salva Ballesta
Salva Ballesta (eigentlich: Salvador Ballesta Vialco; * 22. Mai 1975 in Saragossa) ist ein ehemaliger spanischer Fußballspieler. Die bislang letzte Vereinsstation des Stürmers war Albacete Balompié.

## Verein
Salvas erste Profistation war der FC Sevilla. Bekanntheit erlangte Salva, als er bei Racing Santander in der Saison 1999/00 mit 27 Toren Torschützenkönig in der spanischen Primera División wurde. Nach dieser Saison wechselte er zum zuvor abgestiegenen Atlético Madrid, das den Wiederaufstieg aber trotz der 21 Tore von Salva nicht schaffte. Er wechselte daraufhin zum FC Valencia, der im Jahr 2002 spanischer Meister wurde. Da er in der darauf folgenden Saison kaum zum Einsatz kam, lieh man ihn an die Bolton Wanderers aus, wo er in sechs Einsätzen keinen Treffer erzielte. Nach zwei weiteren Leihgeschäften mit den FC Málaga und Atlético Madrid, verpflichtete ihn der FC Málaga. Mit diesem Verein stieg er gleich im ersten Jahr wieder in die Segunda División ab. Im Januar 2007 wurde Salva erneut für ein halbes Jahr verliehen, diesmal an UD Levante, die knapp den Ligaverbleib erreichten.
In der Saison 2007/08 spielte er wieder für Málaga und schaffte mit diesem den Aufstieg in die erste Liga. Gleich in seinem ersten Saisonspiel der Saison 2008/09 wurde er vom Platz gestellt. Zudem wurde er wiederholt von Verletzungen geplagt, so dass er in der Hinrunde nur zu wenigen Einsätzen kam. Sein nächstes Spiel bestritt er erst am 22. Spieltag, dabei schoss er zwei Tore zum 3:2-Sieg über UD Almería. Im August 2009 unterzeichnete er kurz vor Ende des Transferfensters einen Einjahresvertrag bei Albacete Balompié mit Option auf ein weiteres Jahr, die aber nicht gezogen wurde.

## Nationalmannschaft
Er spielte von 2000 bis 2004 vier Mal für die spanische Nationalmannschaft. Sein Debüt gab er beim 3:0 gegen Polen am 26. Januar 2000.

## Erfolge
- Torschützenkönig der Primera División: 2000
- Spanischer Meister: 2002
- Aufstieg in die Primera División: 2008

## Sonstiges
Abseits des Platzes ist Salva berüchtigt für seine militärische, nationalistische und erzkonservative Einstellung. Tore feiert er zum Beispiel mit dem militärischen Gruß und verhält sich zuweilen sehr aggressiv gegen Spieler, die der Gegenseite des politischen Lagers angehören, wie zum Beispiel Oleguer.